# Філіп Сідський
Філіп з Сіде або Філіп Сідет (бл. 380 — після 431) — історик ранньохристиянської церкви, народився в Сіде в Памфілії, за життя написав християнську історію, фрагменти якої збереглися й по нині. У певних деталях спирався на відому «Історію еклесії» Євсевія Кесарійського.
Філіп, можливо, є останнім автором, який цитував Папія, і найбільш відомий своїм твердженням, що в другій книзі п'ятикнижного трактату останнього Папій повідомив, що апостол Іоанн був «убитий юдеями».
Навчався в Александрії у Родона та викладав у Сіді близько 405 року. Пізніше став священиком у Константинополі у близькому оточенні Іоанна Золотоуста, де став також кандидатом на патріаршество Константинополя проти Сісінні (425), Несторія (428) та Максиміана (431). Схоже, що це був той візантійський пресвітер Філіп, якого Кирило Олександрійський хвалив за те, що він уникав спілкування з Несторієм, якого Кирило вважав єретиком.
З його численних книг збереглися лише фрагменти: історія християнської церкви та полеміка проти імператора Юліана.